# Marco Island
Marco Island är en stad i Collier County i södra Florida, USA. Staden, som utgörs av en ö, har 15 828 invånare (2004).